# Firmian (Adelsgeschlecht)

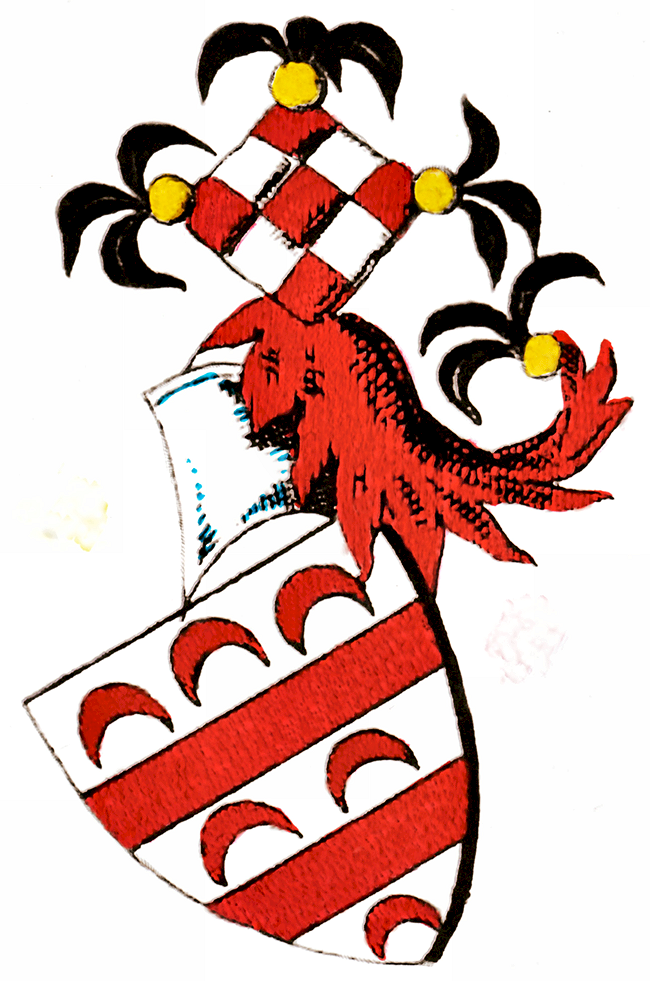
Stammwappen derer von Firmian

Firmian ist ein Tiroler Adelsgeschlecht mit dem Stammsitz Formigar, das u. a. mehrere Bischöfe hervorbrachte.

## Geschichte
Die erste geschichtliche Erwähnung des Namens Formicaria (= Ameisenhaufen), später Formigar oder Castello Firmiano, stammt aus dem Jahre 945 und bezeichnet eine Vorläuferburg des heutigen Schloss Sigmundskron. Kaiser Konrad II. übergab sie 1027 dem Bischof von Trient. Im 12. Jahrhundert wurde sie Ministerialen übergeben, die sich von da an von Firmian nannten. Um 1473 kaufte der Landesfürst von Tirol, Herzog Sigmund der Münzreiche die Burg, benannte sie in Schloss Sigmundskron um und ließ sie so ausbauen, dass sie Feuerwaffen standhalten konnte. Von der alten Burg Formigar blieben nur noch relativ kleine Reste erhalten. Aufgrund finanzieller Schwierigkeiten musste Sigmund die Burg bald darauf wieder verpfänden. In der Folge verfiel die Anlage zunehmend. 1259 belehnte Graf Meinhard II. und Albrecht von Goerz und Tirol die Ritter von Firmian mit 2 Huben und anderen Weingärten in Englar. 1478 erhielten die Firmian das Erbmarschallamt des Bistums Trient. 1480 ließ Nikolaus Firmian die Burg Firmian in Kronmetz (seit 1902 Mezzocorona) im Trentino erbauen, nachdem er die Erbin des Besitzes geheiratet hatte; das Schloss befindet sich bis heute im Besitz der Grafen Firmian. Der im 18. Jahrhundert dort erbaute Palazzo Firmian wurde hingegen im 19. Jahrhundert verkauft. Im Jahre 1526 wurde die Familie in den Freiherrenstand erhoben.
Leopold Anton wurde 1727 zum Fürsten und Erzbischof von Salzburg gewählt. 1731/32 ließ er über 20.000 Protestanten des Landes verweisen (Salzburger Exulanten). 1743 wurde Leopold Mozart in seine Hofkapelle aufgenommen. Er und sein Bruder Franz Alfons erhielten 1728 den erblichen Reichsgrafenstand verliehen. Alle Söhne seines Bruders versorgte der Erzbischof mit Posten. Die Neffen Leopold Ernst und Virgilius wurden ebenfalls Bischöfe, Franz Laktanz wurde Obersthofmeister und Kämmerer in Salzburg und somit Vorgesetzter von Wolfgang Amadeus Mozart; er wurde auch als Hobbyporträtist bekannt und schuf viele Kupferstiche. Anlässlich seiner Hochzeit 1735 schenkte ihm sein Onkel, der Erzbischof, das dann 1736–40 erbaute Schloss Leopoldskron, das bis 1828 im Besitz der Grafen von Firmian blieb. Sein jüngerer Bruder Karl Joseph wurde Generalgouverneur der Lombardei; er war Gönner und Freund von Johann Joachim Winckelmann und Angelika Kauffmann. Leopold Max (1766–1831) wurde 1800 Bischof von Lavant, 1818 Administrator von Salzburg und 1822 Erzbischof von Wien.

## Besitzungen

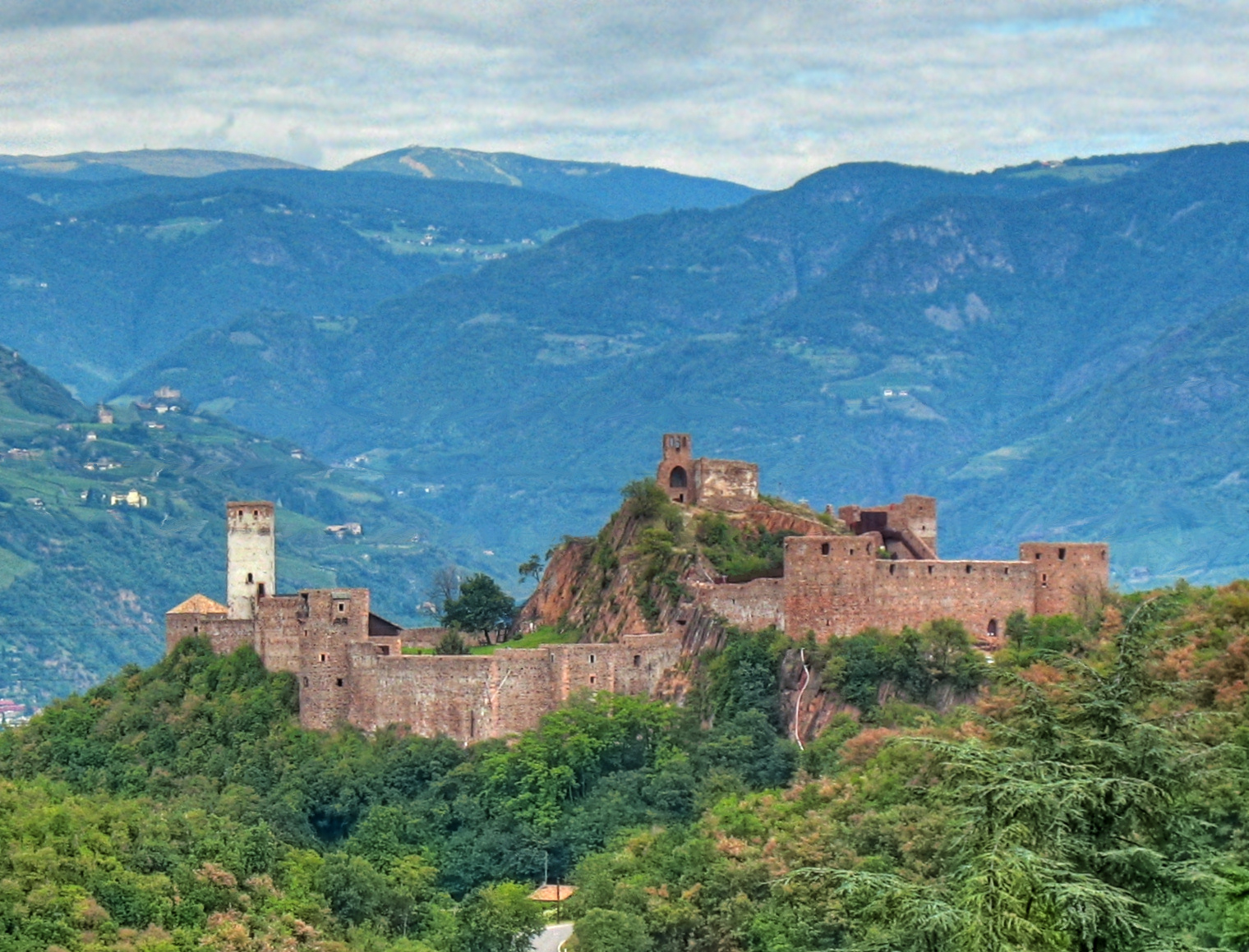
Schloss Sigmundskron (ursprünglich Burg Firmian), Südtirol
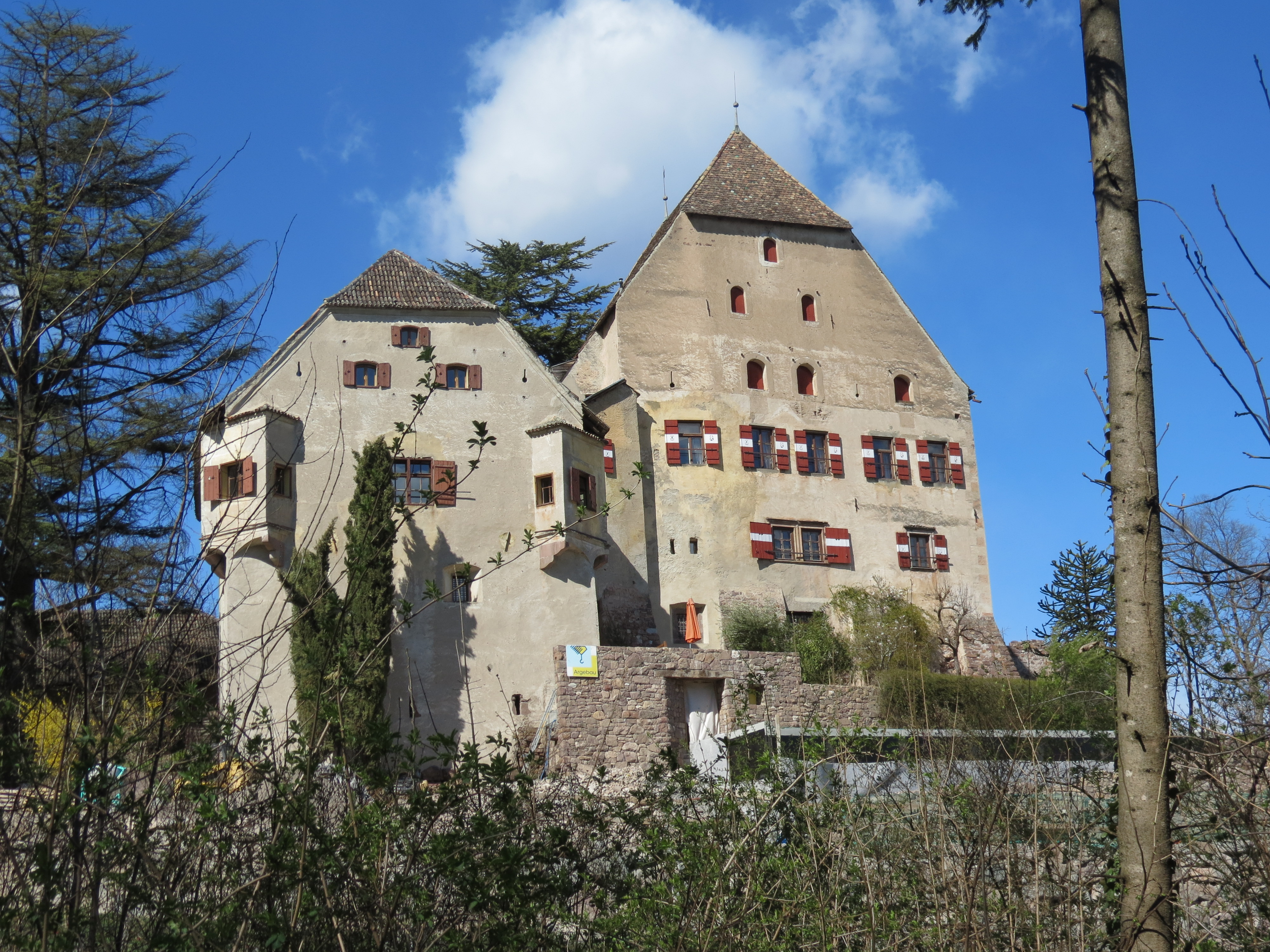
Schloss Englar in St. Michael, Südtirol
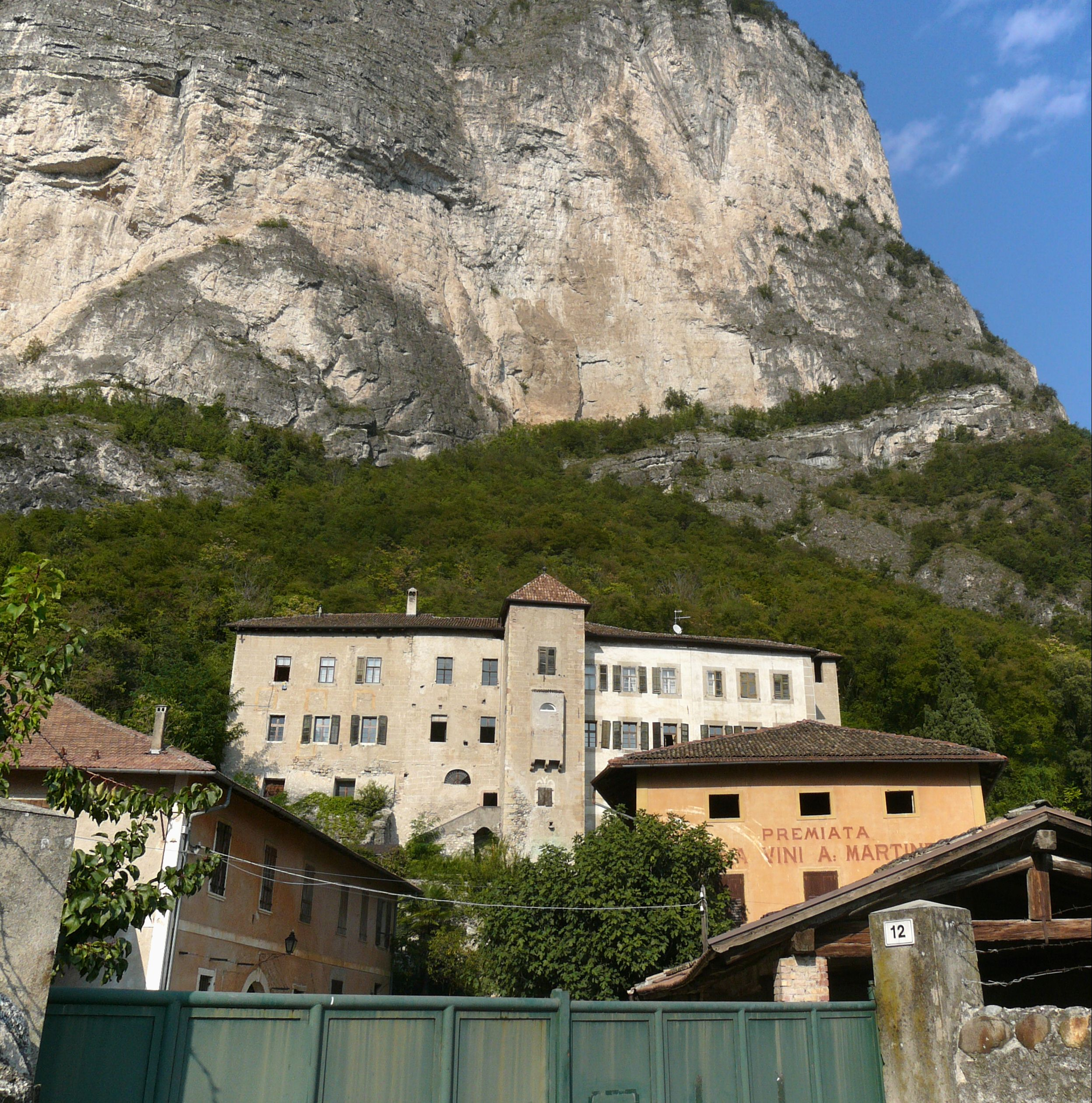
Burg Firmian in Kronmetz, Trentino
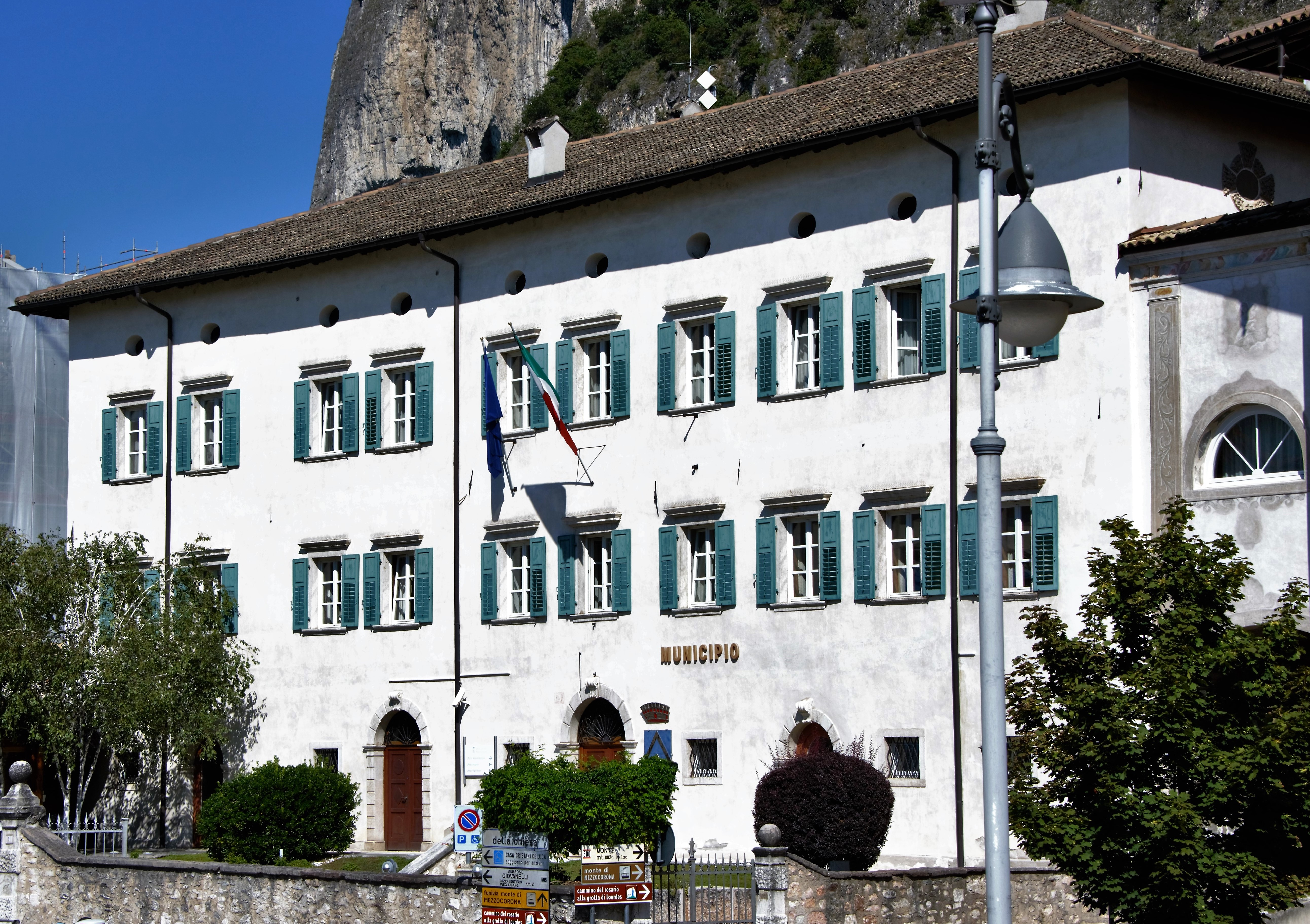
Palazzo Firmian in Kronmetz
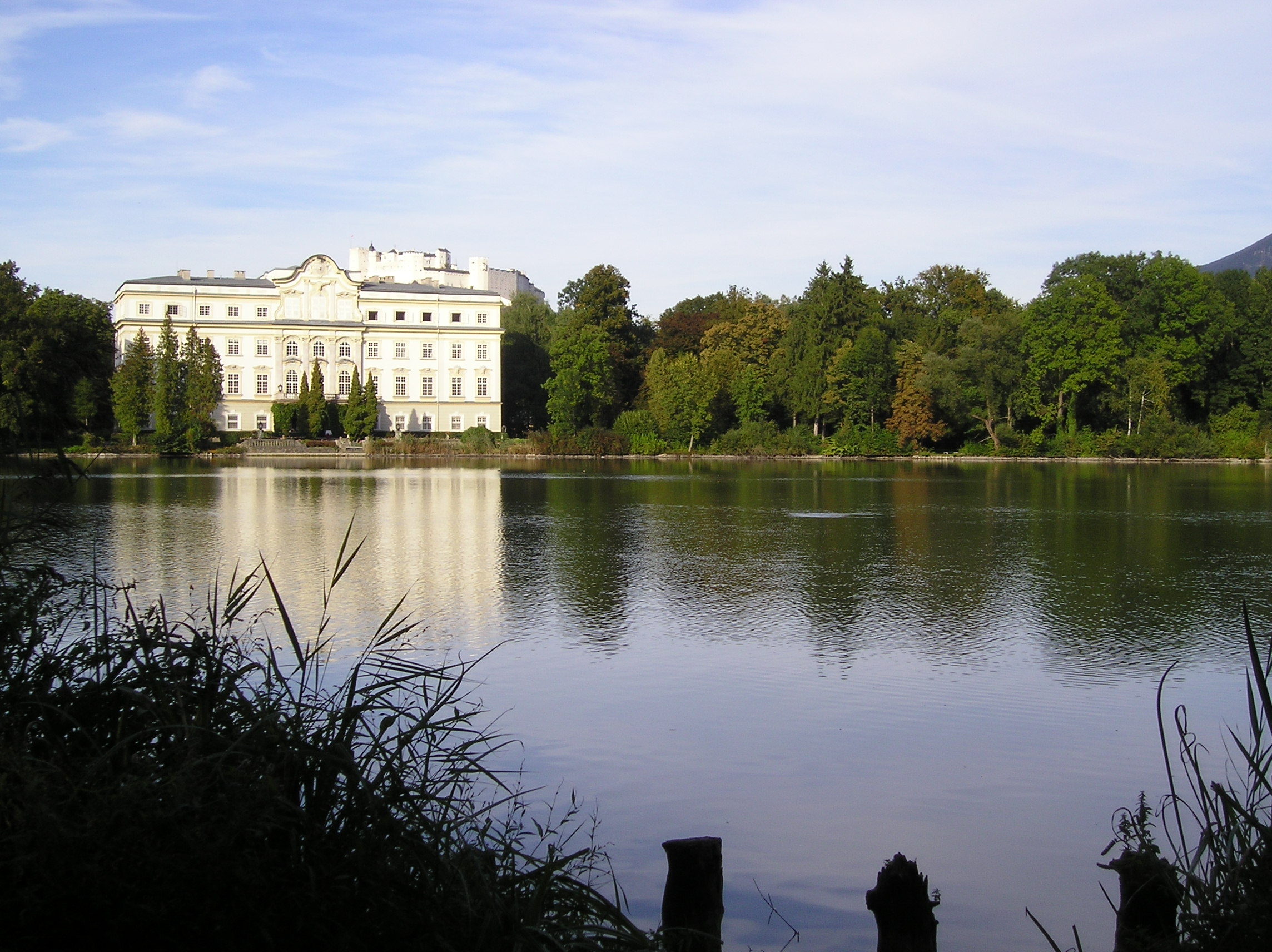
Schloss Leopoldskron in Salzburg

## Wappen

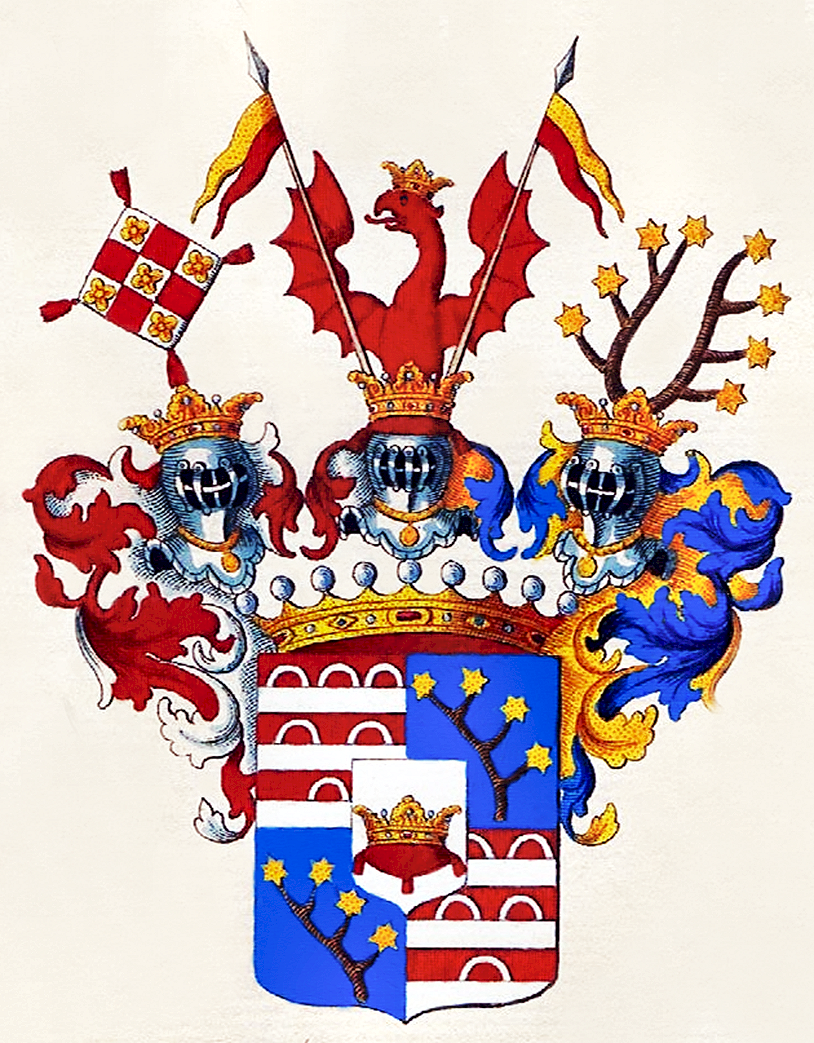
Wappen der Grafen von Firmian von 1749

### Stammwappen
Das Stammwappen wird in Farben und Teilung auf dreierlei Weise beschrieben.
1. Von Rot und Silber fünfmal geteilt, in den roten Plätzen gestürzte silberne Monde oder halbe Ringe (Bayerischer Adel Band 1, Tafel 3). (I)
2. In Rot zwei silberne Balken von sechs (3, 2, 1) gestürzten silbernen Monden begleitet (Grafenalmanach). (II)
3. In Silber zwei rote Balken von sechs (3,2,1) gestürzten roten Monden begleitet. (Tirol) (III)

Als Kleinod erscheint ein rot und silbern geschachtes Kissen mit goldenen Knöpfen und schwarzen Federn daran. Die Decken sind rot und silbern.

### Gräfliches Wappen (1749)
Quadrierter Schild mit silbernem Mittelschild, in welchem auf rotem, an den Ecken mit gleichfarbigen Quasten gezierten Kissen eine goldene Krone liegt. 1 und 4 von Rot und Silber sechsmal quergeteilt. Die roten Abteilungen sind mit sechs silbernen, 3, 2 und 1, gestellten Halbmonden, somit unter sich gekehrt, so belegt, dass die Spitzen auf den silbernen Abteilungen aufstehen. 2 und 3 in Blau ein etwas schrägrechts gelegtes Hirschgeweih von natürlicher Farbe und von vier Enden, deren jedes mit einem goldenen Stern geziert ist. Den Schild decken drei gekrönte Helme. Über dem rechten Helme steht ein von Silber und Rot neunmal geschachtes Kissen mit vier roten Quasten so aufrecht, dass eine der Quasten auf der Krone aufsteht, und jeder der fünf silbernen Schachsteine ist mit einer goldenen Rose belegt. Auf dem mittleren Helme liegt das rote Kissen des Mittelschildes mit der Krone, über welcher zwei auswärtsgekehrte silberne Lanzenstangen mit von Gold und Rot quergeteilten Fähnchen emporragen und zwischen welchen ein rechtssehender, roter, gekrönter Drache mit ausschlagender Zunge und ausgespreizten Flügeln emporwächst. Der linke Helm trägt die beiden einfachen besternten Hirschgeweihe des 2. und 3. Feldes zusammengesetzt. Die Helmdecken sind rechts rot und silbern, links blau und golden.

## Genealogie

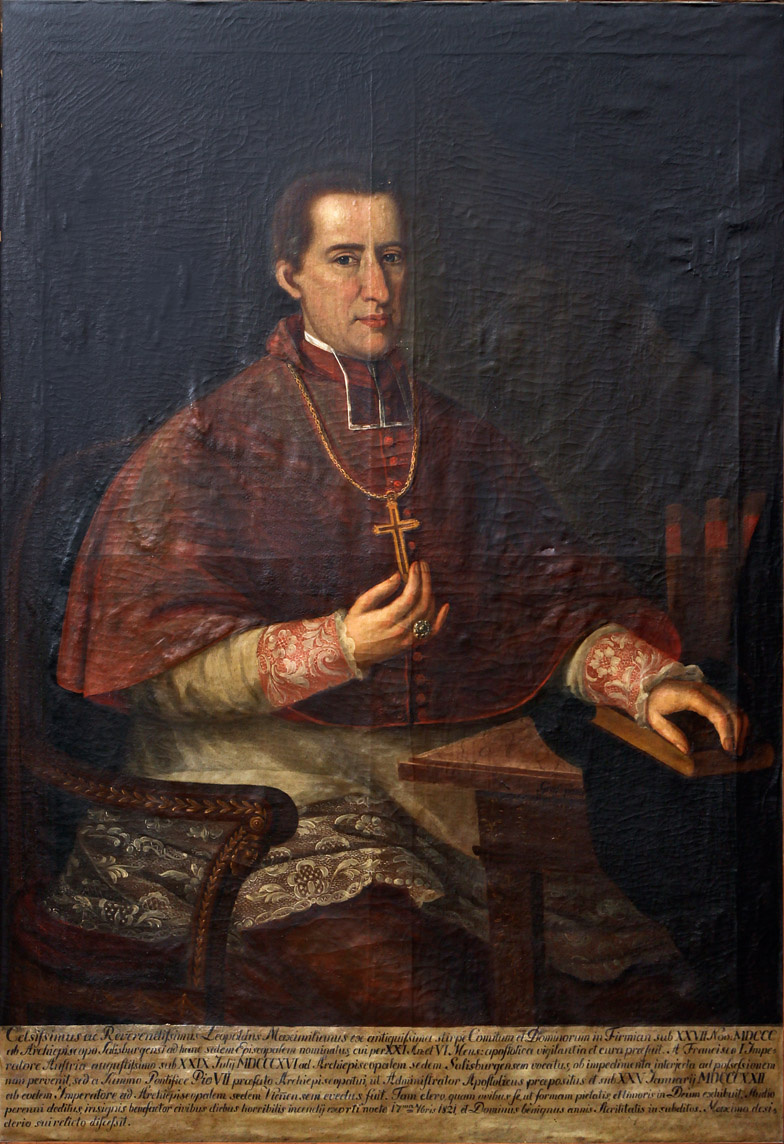
Leopold Max (1766–1831), Erzbischof von Wien

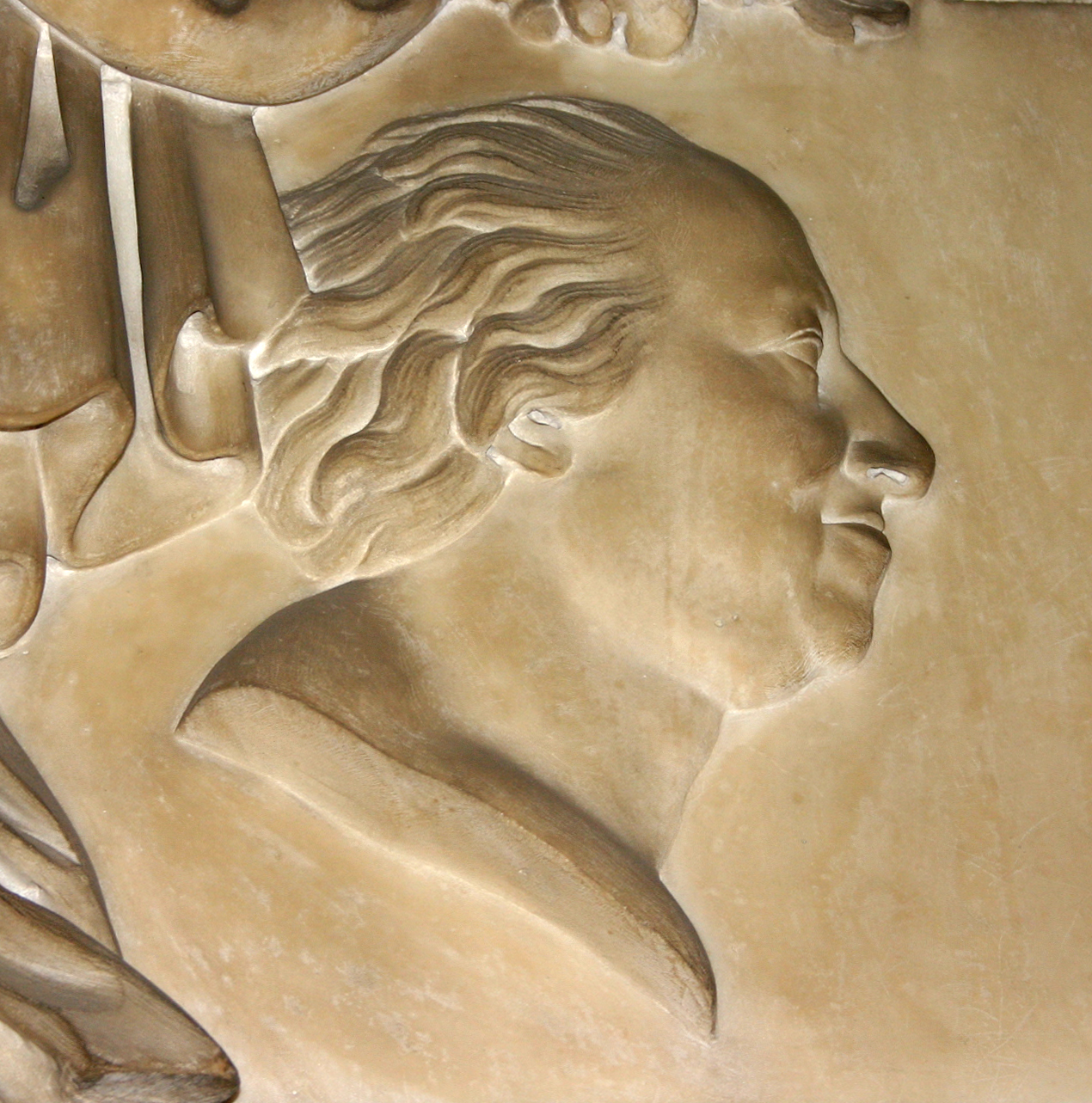
Karl Joseph von Firmian (1716–1782), Generalgouverneur der Lombarde

Franz Laktanz Graf Firmian (1709–1786), Obersthofmeister

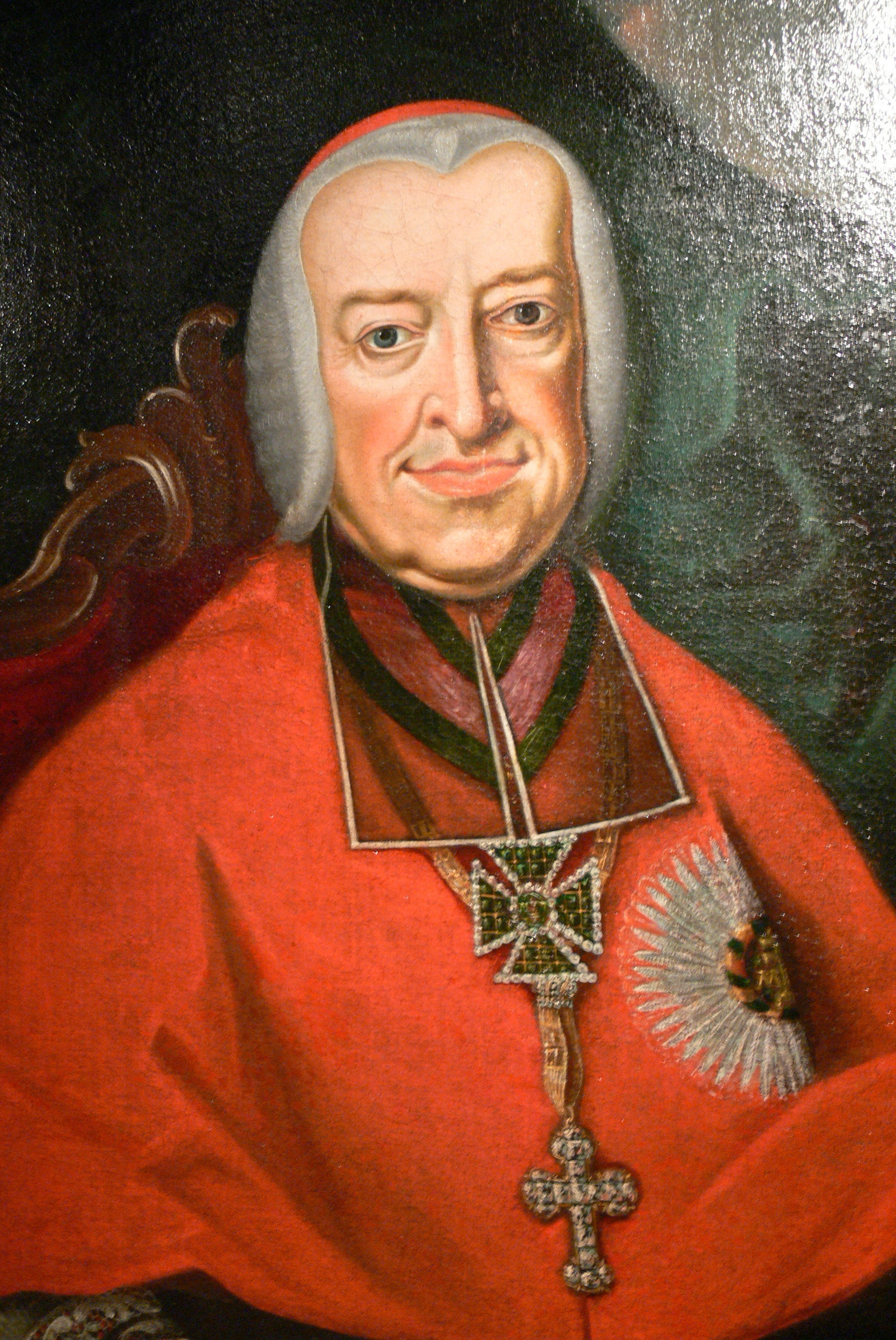
Kardinal Leopold Ernst von Firmian (1708–1783), Fürstbischof von Passau

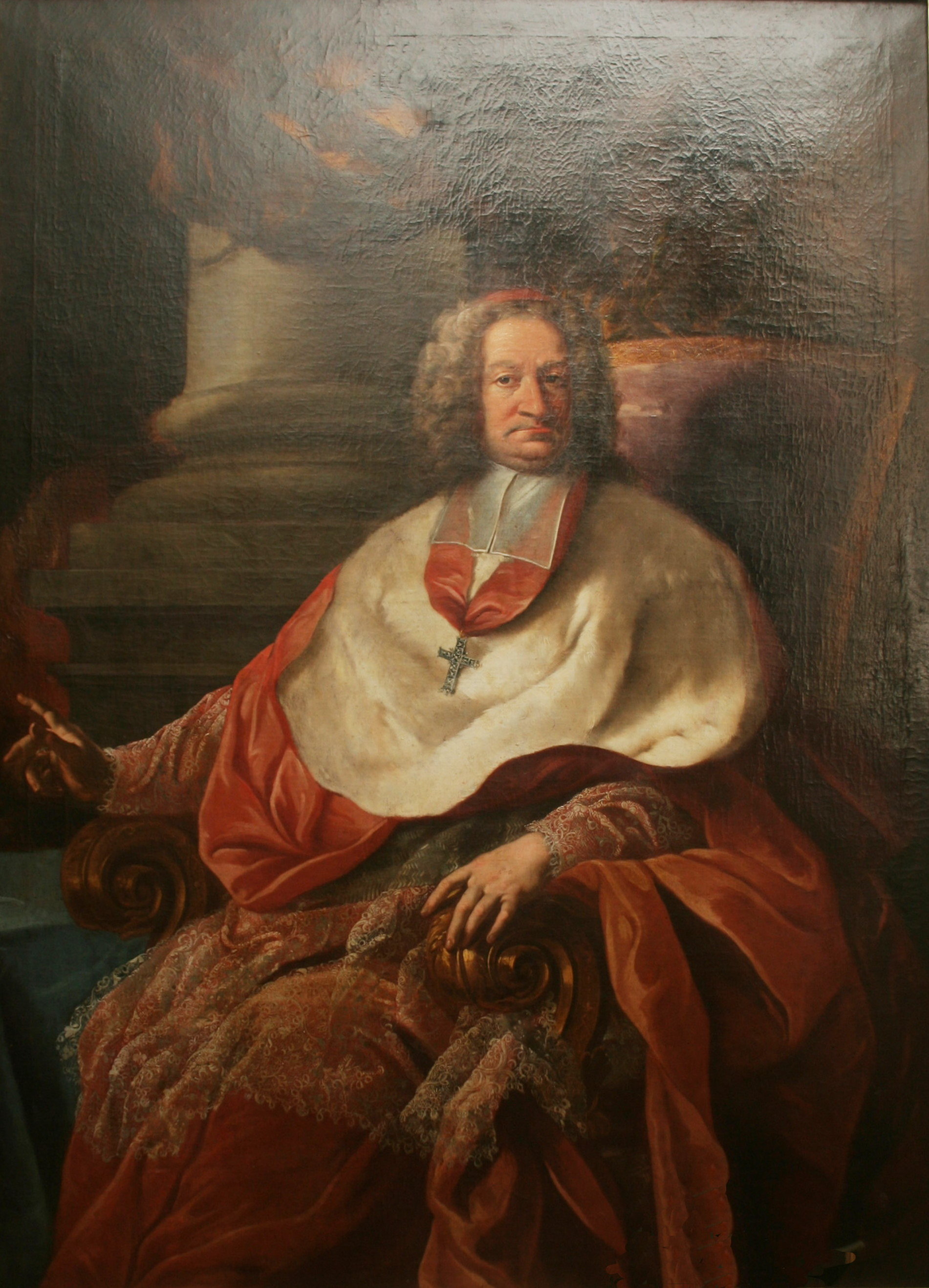
Leopold Anton (1679–1744), Fürst-Erzbischof von Salzburg

### Freiherrlich-Gräfliche Linie
- Nikolaus von Firmian (auch: Niklas; * 1451; † 1509/10), verh. mit Paula von Firmian, geb. Cavalli († 1544); Landeshauptmann von Tirol 1488–1498 und königlicher Hofmeister, 1501 Hauptmann der Kärntner Grafschaft Ortenburg
  - Georg Freiherr von Firmian († 31. Januar 1540 in St. Pauls), Erbmarschall des Hochstiftes Trient, Landeshauptmann an der Etsch und Burggraf auf Tirol, verh. mit Katharina von Thun († 1521).[6] Sein Totenschild hängt heute in der Pfarrkirche St. Pauls[7]
    - Anna († 16. April 1543 in Mattighofen), verh. mit Christoph (* 1480; † 22. April 1551 in Mattighofen), Reichsgraf von Ortenburg[6]
- Franz Wilhelm Freiherr von Firmian (* 1636), verh. mit Maria Viktoria von Thun
  - Karl Joseph (1685–1715)
  - Leopold Anton Eleutherius Reichsfreiherr und Graf von Firmian (1679–1744), Reichsfürst und Erzbischof von Salzburg
  - Franz Alfons Georg Freiherr und (1728) Reichsgraf von Firmian (* 11. Oktober 1680, † 1748), verh. mit Barbara Elisabeth Gräfin von Thun–Hohenstein; elf Kinder, darunter
    - Leopold Ernst Graf von Firmian (1708–1783), Kardinal, Fürstbischof von Seckau und Passau
    - Franz Laktanz Graf von Firmian (* 29. Jänner 1709/1712 in Mezzocorona, Trentino; † 6. März 1786 in Nogaredo, Trentino), fürsterzbischöflicher Geheimer Rat, Obersthofmeister und Kämmerer; Künstler, Sammler und Mäzen, Hausherr von Schloss Leopoldskron, verh. mit Maximiliane Gräfin Lodron; Kinder:
      - Leopold Anton (1737–1828), Besitzer des Schlosses Leopoldskron, verh. mit Maria Aloysia Gräfin von Wolkenstein-Trostburg, mit den Kindern[8]
        - Leopold (* 11. Oktober 1760)
        - Karl Maria (* 26. September 1766, † 22. Februar 1822), k. k. Geheimer Rat und wirklicher Kämmerer, verh. mit Maria Anna Gräfin von Althann, geborene Gräfin von Martinitz
        - Maria Anna (* 11. Juli 1777), verh. mit Anton Maria Graf von Wolkenstein-Trostburg, Freiherr von Neuhaus (1775–1808)
        - Nothburga, verh. mit Generalmajor Kaspar Graf von Lodron von der Lodronsche Sekundogenitur

      - Ernst (1743–1789)
      - Josepha (1745–1803), verh. mit Leopold Julius Felix Graf Arco (1752–1803)

    - Virgilius Augustin Maria Graf von Firmian (1714–1788), Dompropst zu Salzburg, dann Bischof von Lavant
    - Karl Joseph (1716–1782) oder Karl Gotthard (1718–1782) Graf von Firmian, Staatsmann, habsburgischer Generalgouverneur der Lombardei[9]
      - Leopold Graf von Firmian (* 26. September 1786, † 4. März 1839), verh. mit Johanna von Steffenelli zu Prenterhof-Hohenmaur (Stefanelli von Hohenmauer-Brendtenhof[10])
        - Ludwig (* 7. Mai 1819, † 30. Oktober 1888 zu Kronmetz), Rittmeister a. D., ehelichte am 4. August 1849 Adele (* 30. Oktober 1831), Tochter des Stanislaus Ritter (Junosza) Piotrowski[11]
          - Luise Johanne von und zu Firmian und Meggel (* 21. Juli 1850), ehelichte am 11. November 1871 Freiherrn Carl Gundaccar von Suttner (* 1842; † 8. Dezember 1889), Ministerialsekretär im K.u.K. Ackerbauministerium in Wien[12]

        - Pius Heinrich Graf von Firmian (* 9. September 1824, † 24. August 1869),[13] verh. mit Emma Petrichevich-Horvath von Széplak
          - Johann Nepomuk Pius Anton Graf von und zu Firmian auf Kronmetz und Meggel (* 9. Juni 1864, † 30. August 1952), k. u. k. Konteradmiral
            - Hilpold Hans Graf von Firmian, verh. mit Flora Bevilaqua
            - Hans Pius Eugen Graf von Firmian, verh. mit Eva Lutz
            - Georg Peter Graf von Firmian, verh. mit Gabrielle Schmidt von Zabierow
            - Johanna verh. Gräfin von Hardegg-Glatz (* 17. Mai 1912)

        - Johann Nepomuk Graf von Firmian († 22. März 1883)
          - Lattanzio Nikolaus Graf von Firmian († 11. Juli 1946)

    - Elisabeth Gabriele (1722–1782), verheiratet mit Sebastian Graf Fugger-Glött
    - Maria Theresia (1718–1789), verh. mit Franz Josef Freiherrn von Kuenburg (1716–1793), k. k. Kämmerer

### Weitere Familienmitglieder
- Franz Karl Maria Cajetan Reichsgraf von Firmian (1741–1776), Weihbischof in Passau
- Leopold Max Graf von Firmian (1766–1831) 1800 Bischof von Lavant, 1818 Administrator von Salzburg, 1822 Erzbischof von Wien
- Karl Graf Firmian zu Kronmetz und Meggel (* 4. August 1863 in Mezzocorona)